# Escot
Escot – miejscowość i gmina we Francji, w regionie Nowa Akwitania, w departamencie Pireneje Atlantyckie.
Według danych na rok 1990 gminę zamieszkiwały 122 osoby, a gęstość zaludnienia wynosiła 5 osób/km² (wśród 2290 gmin Akwitanii Escot plasuje się na 1054. miejscu pod względem liczby ludności, natomiast pod względem powierzchni na miejscu 391.).